# ドソン

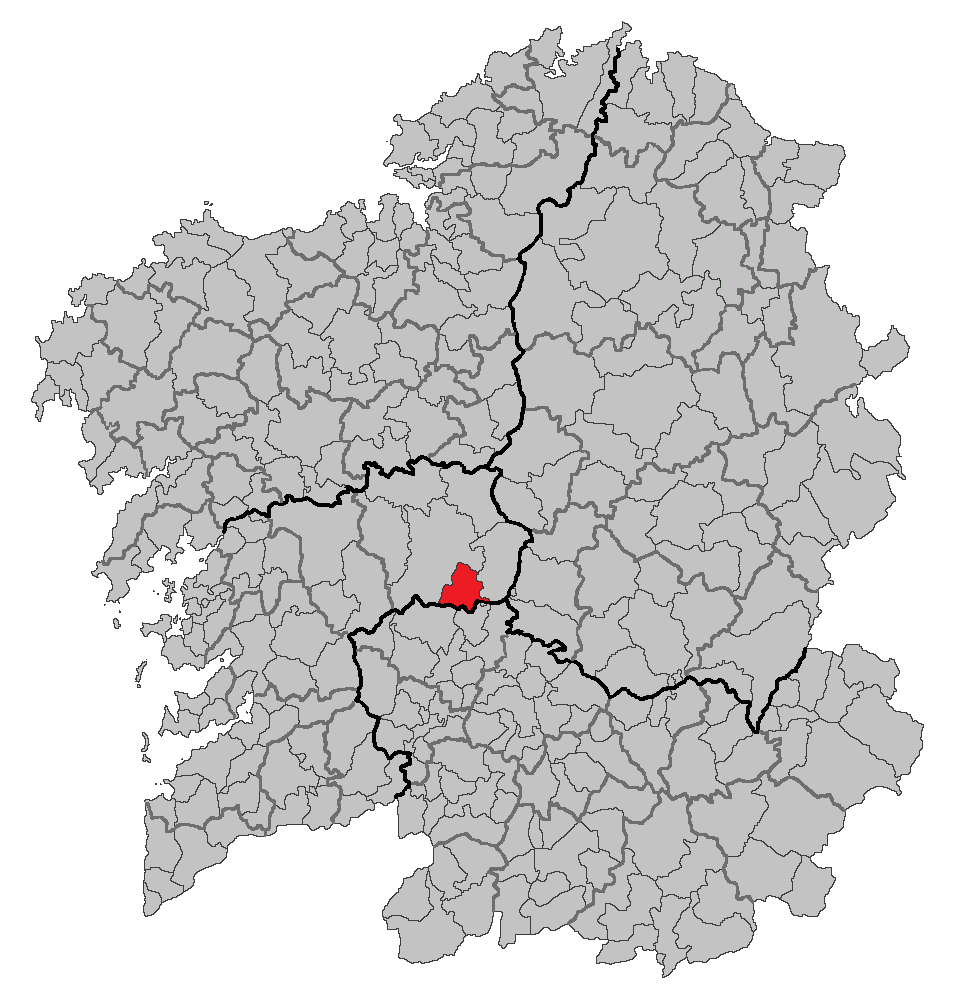
ガリシア州内の位置

ドソン（Dozón）は、スペイン、ガリシア州、ポンテベドラ県の自治体、コマルカ・デ・デサに属する。ガリシア統計局によると、2012年の人口は1,328人（2009年：1,827人）。
ガリシア語話者の自治体住民に占める割合は98.86%（2001年）。

## 地理
ドソンはポンテベドラ県の北東部に位置し、コマルカ・デ・デサに属する。北から西にかけてはラリンと、東はロデイロ、南はピニョールとオ・イリーショ（両自治体ともオウレンセ県）の各自治体と隣接している。面積は75km²で、コマルカ内で最も小さい。ドソンは8の教区に分けられており、中心地区はオ・カストロ・デ・ドソン。
ドソンはデサ川によって形成された谷の高地に位置し、平均高度は700mである。地形は波打つような谷の連続で、最高地点はロチャ山の770mである。
ドソンはラリン司法管轄区に属す。

### 人口
住民は8の教区の55の地区（集落）に居住する。
| ドソンの人口推移 1900－2010                             |
|                                                         |
| 出典:INE（スペイン国立統計局）1900年 - 1991年、1996年 - |

## 歴史
ドソンについての最も古い記録は、832年にDezónという名称で、言及されており、この地名は13世紀まで使われていた。現行の地名Dozónが初めて記録されたのは1226年のことで、ゴンサーロ・ロドリゲスがドソンの助祭長として署名している。
10世紀には、サンチョ1世とその王妃によってさまざまな特権を有するレアル・コウト・デ・ドソン（王直轄領）となった。この直轄領の起源は、最初サン・ペドロ・デ・ドソン修道院の女修道院長の所領であったが、その後オセイラ修道院の修道院長の所領となった。そのため、壁面に当時の紋章が残されている建物が現在も見られる。

## 史跡
- カストロ - ドソンには青銅器時代に作られたカストロが現在も残されている。それらのうち、保存状態が良好なものはマセイラス教区のカストロ・デ・サン・ブレイショとドソン教区のカストロ・デ・サンタ・マリーア。
- ローマ時代の街道跡と橋が残されている。
- サン・ペドロ・デ・ビラノバ・デ・ドソン教会 - 12世紀建造のロマネスク教会。

## 政治
自治体首長は、ガリシア国民党（PPdeG）のアドルフォ・カンポス・パナデイロ（Adolfo Campos Panadeiro）、自治体評議員はガリシア国民党：7、ガリシア民族主義ブロック（BNG）：2となっている（2011年5月22日の自治体選挙結果、得票順）。
| 1999年6月13日自治体選挙 |        |        |          |
| 政党                    | 得票数 | 得票率 | 獲得議席 |
| PPdeG                   | 727    | 60.94% | 7        |
| PSdeG-PSOE              | 290    | 24.31% | 3        |
| BNG                     | 172    | 14.42% | 1        |

| 2003年5月25日自治体選挙 |        |        |          |
| 政党                    | 得票数 | 得票率 | 獲得議席 |
| PPdeG                   | 653    | 60.80% | 7        |
| BNG                     | 224    | 20.86% | 2        |
| PSdeG-PSOE              | 194    | 18.06% | 2        |

| 2007年5月27日自治体選挙 |        |        |          |
| 政党                    | 得票数 | 得票率 | 獲得議席 |
| PPdeG                   | 716    | 64.22% | 6        |
| BNG                     | 264    | 23.68% | 2        |
| PSdeG-PSOE              | 132    | 11.84% | 1        |

| 2011年5月22日自治体選挙 |        |        |          |
| 政党                    | 得票数 | 得票率 | 獲得議席 |
| PPdeG                   | 699    | 73.12% | 7        |
| BNG                     | 183    | 19.14% | 2        |
| PSdeG-PSOE              | 62     | 6.49%  | 0        |

## 教区
ドソンは8の教区に分けられている。
- ビドゥエイロス（サンタ・マリーア）
- オ・カストロ（サン・サルバドール）
- ドソン（サンタ・マリーア）
- アス・マセイラス（サン・レミシオ）
- サー（サンティアーゴ）
- サンギニェード（サンタ・マリーア）
- オ・シスト（サン・ショアン）
- ビラレージョ（サント・アンドレ）